# Биргу
Биргу (малт. Birgu, званично Città Vittoriosa) је један од 11 званичних градова на Малти. Биргу је истовремено и једна од 68 општина у држави.

## Природни услови
Град Биргу се сместио на северној обали острва Малта и удаљен је од главног града Валете 8 километара источно.
Насеље се развило на источној обали Велике луке, најважнијег залива на острву, на омањем полуострву. Подручје града је веома мало - 0,5 км², са покренутим тереном (0-35 м надморске висине).

## Историја
Подручје Биргуа било је насељено још у време праисторије и било је активно у старом и средњем веку, али није имало већи значај до 16. века.
Данашње насеље вуче корене од велике опсаде острва од стране Турака 1565. године. После тога владари Малте, Витезови светог Јована су изградили на овом месту утврђено насеље, чији се обим није много мењао током каснијих епоха и владара (Наполеон, Велика Британија).
Град је веома страдао од нацистичких бомбардовања у Другом светском рату, али је после тога обновљен.

## Становништво
Становништво Биргуа је по проценама из 2008. године бројало нешто преко 2,6 хиљада становника, што је 2,5 пута мање него пре једног века. Многа малтешка насеља која немају звање града су већа од њега.

## Галерија
- Поглед на Биргу из Валете
- Војни брод у градској луци
- Стара улица у Биргуу
- Детаљ из приобаља града